# 13116 Hortensia
13116 Hortensia è un asteroide della fascia principale. Scoperto nel 1993, presenta un'orbita caratterizzata da un semiasse maggiore pari a 2,9937721 UA e da un'eccentricità di 0,0504885, inclinata di 10,48235° rispetto all'eclittica.